# 2079
Năm 2079. Trong lịch Gregory, nó sẽ là năm thứ 2079 của Công nguyên hay của Anno Domini; năm thứ 79 của thiên niên kỷ thứ 3 và của thế kỷ 21; và năm cuối cùng của thập niên 2070.